# Prowincja Centralna (Kenia)
Prowincja Centralna (ang. Central Province, suahili Mkoa wa Kati) – jedna z 7 prowincji w Kenii. Położona w centralnej części kraju, od wschodu graniczy z Prowincją Wschodnią, od zachodu z prowincją Rift Valley, a od południa z miastem wydzielonym Nairobi.

## Podział administracyjny
Prowincja Centralna jest podzielona na 7 dystryktów.
| Dystrykt  | Stolica   |
| --------- | --------- |
| Kiambu    | Kiambu    |
| Kirinyaga | Kerugoya  |
| Maragua   | Maragua   |
| Murang'a  | Murang'a  |
| Nyandarua | Nyahururu |
| Nyeri     | Nyeri     |
| Thika     | Thika     |